# کورکوران (مینه‌سوتا)
کورکوران، مینه‌سوتا (به انگلیسی: Corcoran, Minnesota) یک شهر در ایالات متحده آمریکا است که در مینه‌سوتا واقع شده‌است.

## خصوصیات
کورکوران ۹۳٫۲۴ کیلومترمربع مساحت و ۵٬۳۷۹ نفر جمعیت دارد و ۲۹۵ متر بالاتر از سطح دریا واقع شده‌است.